# IEEE 1675-2008
IEEE 1675-2008은 "전력선 하드웨어 브로드밴드"에 대한 표준이었다. IEEE 표준 협회가 개발하였으며, IEEE 1901이 관련된 또 다른 표준이었다.

## 같이 보기
- 전력선 통신